# FavBet
Favbet — международная компания, основанная в 1999 году на Украине, которая предлагает спортивный беттинг, онлайн-казино, а также развивает сферу спортивных развлечений. Работает по международным и региональным лицензиям на Украине, Хорватии, Румынии и Мальте. Имеет более 3 миллионов зарегистрированных пользователей по всему миру.

## История
Компания была создана в 1999 году, в 2001 году открылся сайт для приема ставок онлайн. Было открыто более 500 букмекерских пунктов.
В 2013 году компания начала работу в Беларуси. 2016 начало работы в Румынии, с 2018 — в Хорватии. В том же году компания и организация Federbet подписали договор о борьбе и предотвращении договорных матчей.
В апреле 2021 году Комиссия по регулированию азартных игр и лотерей выдала компании лицензию на проведение азартных игр в интернете.
В марте 2022 года подразделение холдинга Favbet, занимающегося ИТ, Favbet Tech, вступило в правовой режим «Diia City».
1 марта 2022 года, после начала полномасштабного вторжения РФ в Украину, компания объявила об остановке работы в Беларуси.
В августе 2024 года группа компаний Favbet отчиталась об оплате 3,15 млрд грн в госбюджет Украины: 3,1 млрд грн налогов и 41,3 млн грн лицензионных платежей. Еще более 143 млн грн в первой половине 2024 года Favbet было выделено на благотворительность и нужды ВСУ. Всего в 2024 году FAVBET уплатил 5,7 млрд грн налогов в государственный бюджет, а за первое полугодие 2025 года - 4,37 млрд грн.

## Спонсорство

### Украина
Компания поддерживала такие ФК: «Карпаты», «Мариуполь», «Заря», «Рух», «Александрия», «Десна», «Минай», «Колос», «Черноморец», «Кривбасс», «Оболонь», «Волынь», «Подолье».
Является спонсором Премьер-лиги Украины, четырёх украинских футбольных клубов и боксёра Александра Усика, партнером Федерации баскетбола Украины и Федерации хоккея Украины.
Амбасадорами бренда в разные периоды также были: футболисты Андрей Шевченко и Иван Ракитич, боксер Денис Беринчик, рэпер Потап, шоумен Игорь Ласточкин, волейболистка Юлия Герасимова и дзюдоистка Дарья Белодед. С ноября 2023 года амбасадорами бренда стали киберспортсмены Александр «Petr1k» Петрик, Арсений «ceh9» Триноженко, Александр «Xвост» Дашкевич и экс-профессиональный игрок Dota 2, а сейчас тренер Андрей «Ghostik» Кадык. С 2024 года — комментатор Dota 2 и стример Роман «Skevich» Паскевич. Представителями бренда выступают футбольный комментатор Виктор Вацко, телеведущие Александр Денисов и Евгений Янович, футболисты Артем Милевский и Андрей Ярмоленко.
FAVBET активно развивает сферу спортивных и развлекательных мероприятий. Компания выступала партнером спортивных фестивалей Favorit Football Fest, боксерских турниров промоутерских компаний K2 Promotions и Top Boxing Generation, Украинской федерации смешанных боевых искусств (UF MMA), турниров World Warriors Fighting Championship (WWFC), Футзал Экстра лиги, премии M1 Music.
2023 — пятилетнее сотрудничество с ФК «Динамо Киев» прекращено, начало сотрудничества с ФК «Шахтёр».
2024 — партнерство с мастерской дронов «Дронарня», генеральный партнер Федерации фехтования Украины.
2024 — партнер ФК Левий Берег.
2024 — партнер футзальной Экстра-лиги и Кубка Украины по футзалу.
2025 — партнер Медийного Кубка UA STEEL CUP Winter 2025.
2025 — спонсор «Футбол 360» на УПЛ ТБ.
2025 — партнер ФК ЛНЗ, ФК Колос.

### Хорватия
В декабре 2019 года хорватский тяжеловес Филип Хргович подписал соглашение о партнерстве с компанией.
С июля 2019 по июль 2021 год вице-чемпион мира в составе сборной Хорватии Иван Ракитич стал партнером Favbet, являясь лицом маркетинговой кампании.
В ноябре 2021 года хорватская певица Лидия Бачич стала единственным музыкальным амбассадором компании.
2023 — спонсор NK Lokomotive.
2023 — спонсор HNK Rijeka.
2025 — спонсор GNK Dinamo в Хорватии.

### Румыния
С ноября 2019 по ноябрь 2021 год бывший футболист сборной Румынии Адриан Муту стал послом компании Favbet.

### Благотворительность
В начале 2019 года компания запустила социальный проект #язачеснугру против нарушения fairplay. Инициативу поддержали звезды шоу-бизнеса, известные спортсмены, социальные и спортивные инфлюэнсеры: Потап, Жан Беленюк и Олег Верняев.
В 2019—2020 годах проведена акция «Давай, забивай», где за каждый мяч, забитый в Favbet Лиге, увеличивалась сумма доната в БФ «Таблеточки».
В 2019 году Favbet и издательство «Наш формат» издали биографии известных футболистов Стивена Джеррарда и Юргена Клоппа на украинском языке и положили начало созданию книжной серии Favbet.
В 2023 году FAVBET выступил меценатом первого в стране масштабного исследования игровой зависимости, инициированного Министерством здравоохранения Украины.
26 марта 2024 года при поддержке Favbet открыто центр психологической помощи «Пространство жизни» для людей с игорной зависимостью.
В июле 2024 года Favbet передала 10 млн грн помощи «Охматдету».
Общая помощь ВСУ при содействии группы компаний Favbet по состоянию на июль 2025 года составила более 730 млн грн.

### Favbet Foundation
Компанией был создан фонд Favbet Foundation.
В 2020 году БФ Favbet Foundation подписал Меморандум с Министерством цифровой трансформации Украины о сотрудничестве в области цифровизации и развития информационного общества.
В мае 2022 года в городе Загреб (Хорватия) командой фонда был открыт Центр адаптации для переселенцев из Украины с целью бесплатного изучения хорватского и английского языков, оказания психологической поддержки и гуманитарной помощи.